# Ohrengipfel
Der Ohrengipfel ist ein 652,2 m ü. NHN hoher Berg auf dem Härtsfeld am Kraterrand des Nördlinger Rieses. Er liegt auf dem Gebiet der Gemeinde Riesbürg und bildet deren höchste Erhebung, Grundbesitzer ist jedoch die bayerische Stadt Nördlingen. 

## Geschichte
Im Dreißigjährigen Krieg führte General Gustaf Horn am 5. September 1634 die schwedischen Truppen, vom Breitwang bei Bopfingen kommend, über den Ohrengipfel nach Hürnheim zur Schlacht bei Nördlingen.
Zu Beginn des 20. Jahrhunderts hieß die Gemarkung um den Ohrengipfel noch Karthäuserhau, in Anlehnung an das nahegelegene Kartäusertal um Christgarten. Eigentümer war zu diesem Zeitpunkt der Fürst von Wallerstein.

## Aussichtsplattform
Am 8. Juli 1900 wurde auf dem Gipfel eine 12,70 m hohe Aussichtsplattform feierlich eröffnet. Die Herstellungskosten von 444 Mk wurden vom Schwäbischen Albverein und vom Verschönerungsverein Nördlingen getragen, errichtet wurde die an einer Buche angebrachte Platte von Schlossermeister Hochmüller aus Neresheim. Plattform und Treppe bestanden aus Eisen und wogen zusammen 1.070 kg, allerdings durften nur sechs Personen gleichzeitig die Plattform betreten.
Die bekannte Fernsicht reichte im Süden bis zur Zugspitze, dem Wettersteingebirge, Karwendel und Kaisergebirge, im Norden zum Hesselberg in Bayern. Bereits bei der Eröffnung der Aussichtsplattform 1900 war die Fernsicht durch den umgebenden Buchenwald eingeschränkt. Schon 1918 wurde vermerkt: „Die Aussicht von der Leiter ist nunmehr völlig verwachsen.“ Nach dem Zweiten Weltkrieg blieb zumindest die Aussicht aufs Ries erhalten. Das weitere Schicksal der Aussichtsplattform ist unbekannt, als Aussichtspunkt letztmals erwähnt wird der Ohrengipfel 1978, jedoch auch mit der Einschränkung, die Aussicht sei „durch Bäume beschränkt“. Heute beherbergt die flache Bergkuppe des Ohrengipfels lediglich Sitzbänke.

## Windkraftanlagen
Der „Windatlas Baden-Württemberg“ führt das Gebiet um den Ohrengipfel als besonders geeignet für die Aufstellung von Windkraftanlagen. Daher wurde 2011 von zwei Energieunternehmen der Antrag eingebracht, einen Windpark mit bis zu 12 Windrädern im Bereich des Ohrengipfels zu errichten. Da der Regionalplan für die Region Ostwürttemberg diesen Bereich als „schutzwürdiger Bereich Erholung“ ausweist, wurde die Aufstellung von Windkraftanlagen in diesem Gebiet abgelehnt. Zusätzlich ist das Gebiet um den Ohrengipfel aus forstrechtlichter Sicht als Erholungswald deklariert und genießt daher besonderen Schutz.

## Wanderwege
Der Schwäbische-Alb-Nordrand-Weg verläuft seit seiner Anlage 1907 knapp unterhalb des Gipfels über den Berg. Die Wegemarkierung wird von der Ortsgruppe Bopfingen des Schwäbischen Albvereins gewartet. 2010 wurde der Schwedenweg angelegt, der den Spuren des schwedischen Heeres im Dreißigjährigen Krieg folgt und ebenfalls über den Ohrengipfel führt.

## Quellen

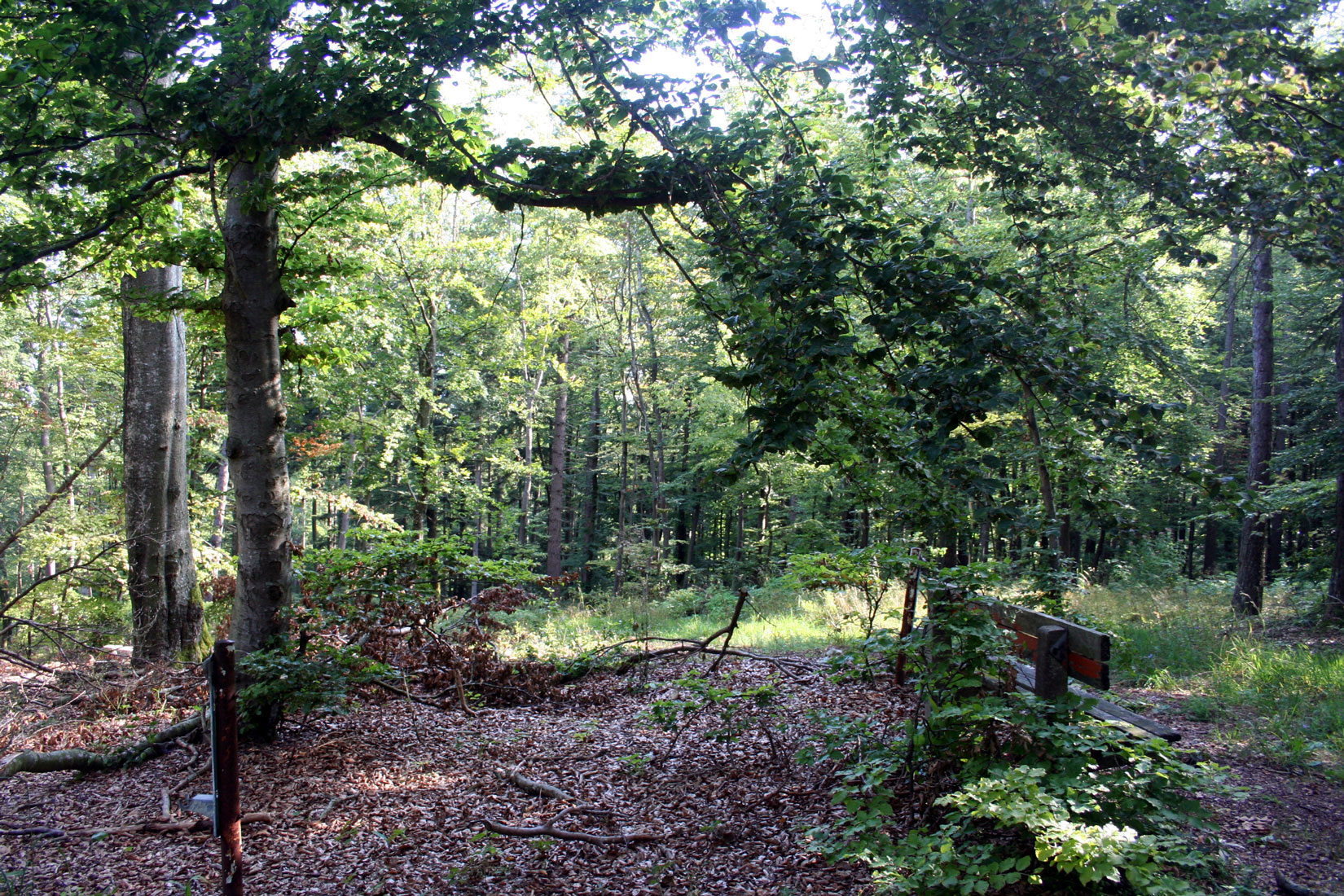
Gipfel
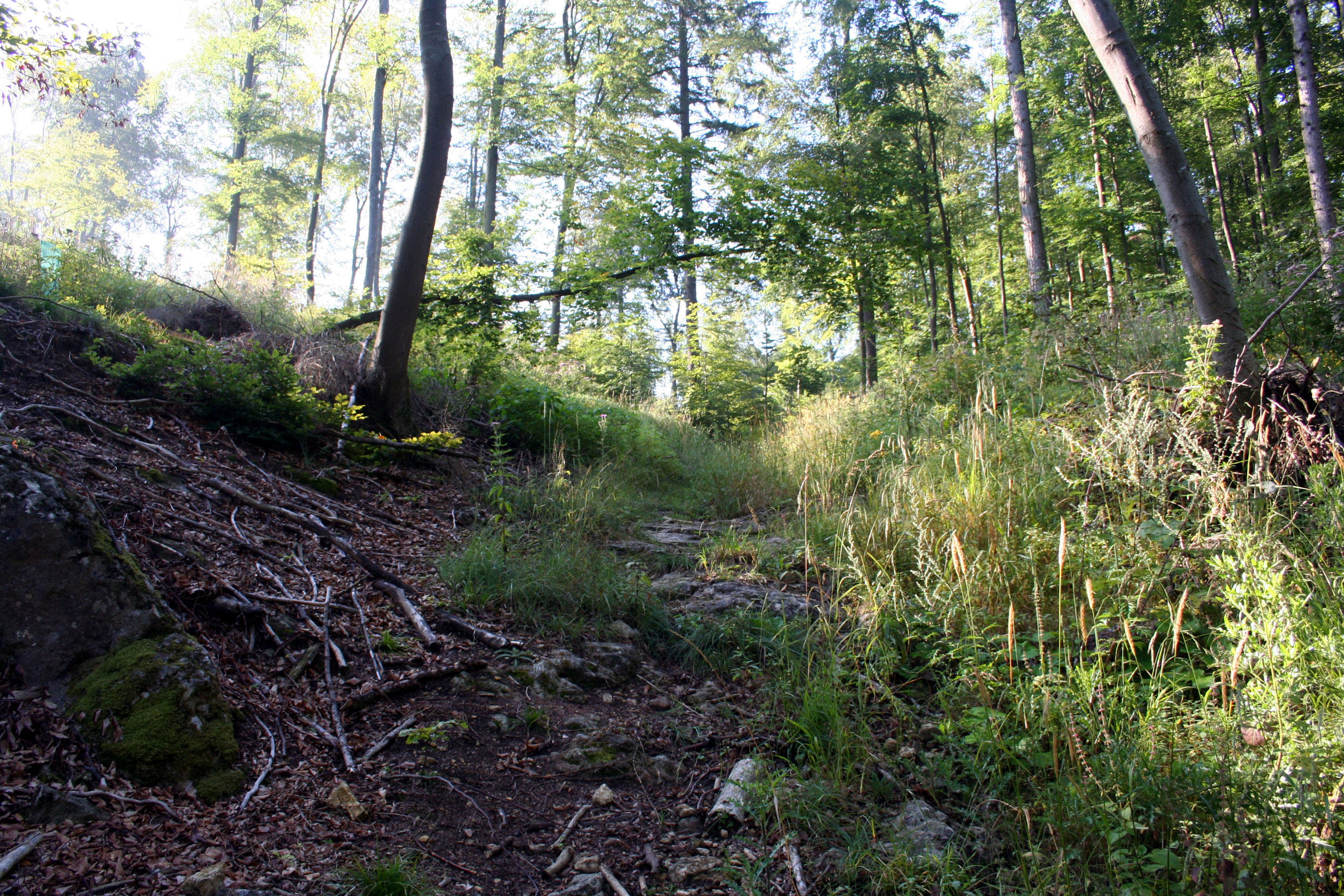
Aufstieg
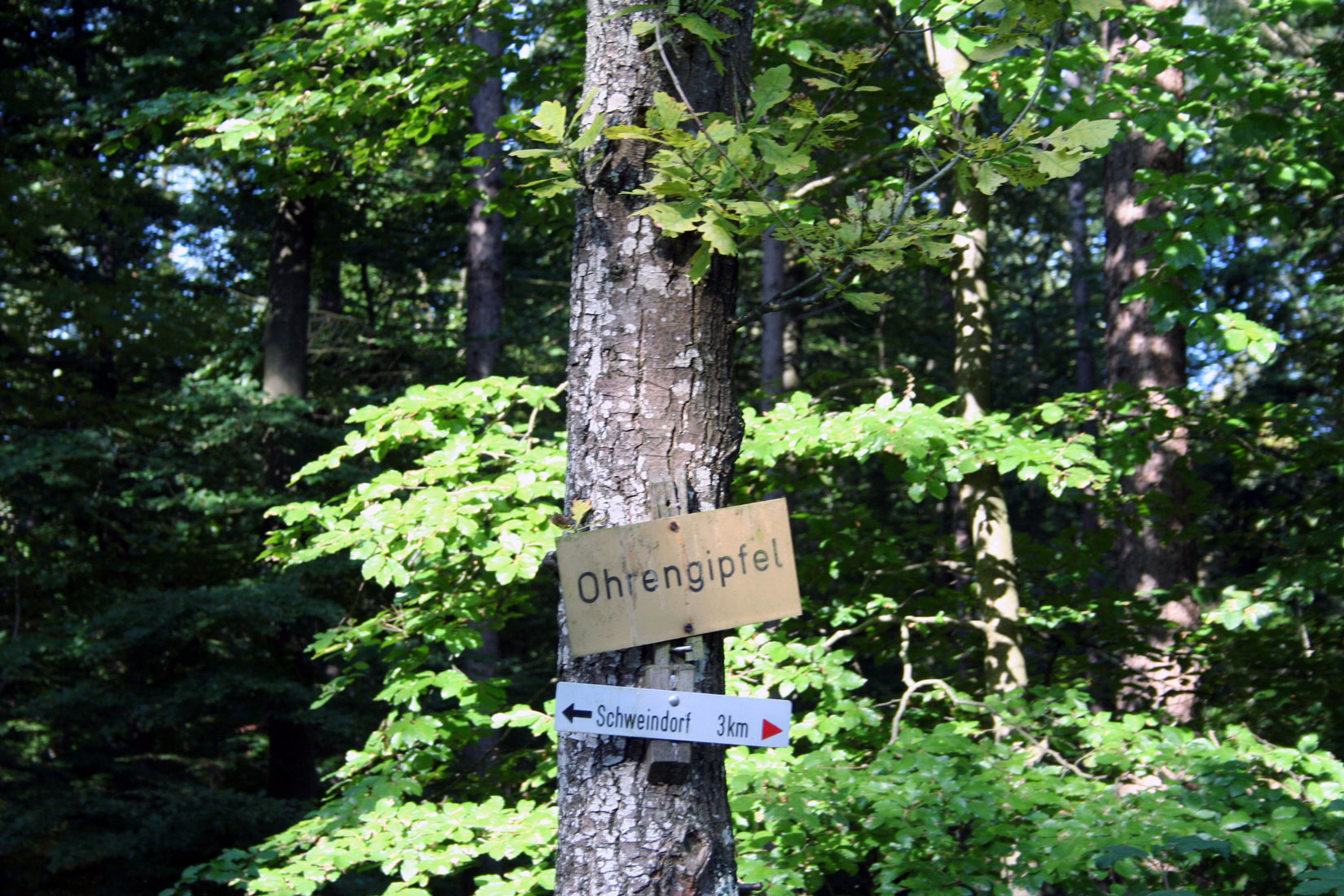
Hinweisschild